# Фізична модель
Фізи́чна моде́ль — фізичне уявлення системи, об'єкта, явища або процесу з метою їхнього дослідження, тобто представлення за допомогою іншого фізичного («реального») об'єкта, що має в тому чи іншому аспекті «аналогічну» динаміку «поведінки», що водночас означає, що математичні моделі об'єкта дослідження та об'єкта-моделі є «аналогічними» (якщо не тотожними). Відповідно вимірювання параметрів об'єкта-моделі дозволяє отримати значення параметрів об'єкта дослідження.
До фізичних моделей відноситься надзвичайно широкий спектр засобів, класичними прикладами яких є:
- модель літака для «продувки» в аеродинамічній трубі з метою дослідження саме аеродинамічних (інколи — термодинамічних чи інших) характеристик літака (фізичні процеси у об'єкті-моделі та об'єкті дослідження мають однакову природу);
- аналогова обчислювальна машина (фізичні процеси у об'єкті-моделі та об'єкті дослідження мають різну природу за винятком, очевидним чином, випадків моделювання процесів в електронних приладах);

та багато інших.
Фізи́чна моде́ль  — установка, пристрій або пристосування, що дозволяють здійснювати фізичне моделювання, тобто заміщення фізичного процесу, що вивчається, подібним до нього процесом тієї ж фізичної природи.
Установки, пристрої і пристосування, на яких проводиться дослідження — це фізичні моделі, якщо вони зберігають фізичну подібність процесів моделі тим процесам, які цікавлять дослідника в системі (об'єкті, натурі, оригіналі), що навчається, відтворюючи їх у тому ж вигляді або в інших масштабах.
При цьому під фізичною подібністю, що здійснюється у моделі, розуміється однозначна відповідність між параметрами об'єкта і його розмірних математичних описів процесів в об'єкті і його моделі, що вивчається. Подібні величини, що характеризують процеси, відрізняються тільки масштабами, і за заданими характеристиками одного процесу можна однозначно отримати характеристики іншого.
Фізичні моделі широко застосовуються в електро- теплоенергетиці, в гідро- і аеродинаміці, в будівельній справі (архітектурна модель), кораблебудуванні, геології, радіотехніці, в різного роду завданнях.
Масшта́бна моде́ль — фізична модель, подібна до даної системи тільки в зміненому масштабі, (наприклад, точна копія літака, розмір якого становить одну десяту частину фактичного літака).

## Квантове моделювання
У жовтні 2017 з'явився фреймворк OpenFermion Cirq , перша платформа з відкритим кодом для перекладу проблем хімії та матеріалознавства в квантові схеми. OpenFermion - це бібліотека для моделювання систем взаємодіючих електронів (ферміонів), що породжують властивості речовини . До OpenFermion розробникам квантових алгоритмів потрібно було вивчити значну кількість хімії та написати велику кількість коду, щоб зламати інші коди, щоб скласти навіть найосновніші квантові симуляції.